# Чайка, Тарас Игоревич
Тарас Игоревич Чайка (укр. Тарас Ігорович Чайка, позывной — Химик; 10 февраля 1993, Сокол — 2 ноября 2022, Торское) — украинский военнослужащий, старший лейтенант, участник российско-украинской войны. Герой Украины (29 сентября 2023, посмертно).

## Биография
Родился 10 февраля 1993 года в селе Сокол Волынской области. Окончил Львовский национальный университет природопользования по специальности «Учёт и аудит» и МАУП по специальности «Право». В 2014 году завершил обучение на военной кафедре Национальной академии сухопутных войск имени гетмана Петра Сагайдачного, получив звание младшего лейтенанта. Работал бухгалтером, юристом, арбитражным управляющим и медиатором. Увлекался охотой и рыбалкой.
С началом полномасштабного вторжения России в Украину в феврале 2022 года добровольно вступил в ряды Вооружённых сил Украины. Служил командиром отдельного разведывательного взвода 125-й отдельной бригады территориальной обороны. 16 апреля 2022 года получил звание лейтенанта.
2 ноября 2022 года во время выполнения боевого задания в районе села Торское Краматорского района Донецкой области, по заявлению украинских СМИ, автомобиль, в котором находился Тарас Чайка, попал под танковый обстрел. Несмотря на смертельное осколочное ранение, он сумел направить автомобиль в сторону, противоположную обстрелу, тем самым спас жизнь экипажу. Тарас погиб на месте.
Похоронен 12 ноября 2022 года на Лычаковском кладбище во Львове.

## Награды
- Звание «Герой Украины» с удостоением ордена «Золотая Звезда» (29 сентября 2023, посмертно) — за личное мужество и героизм, проявленные в защите государственного суверенитета и территориальной целостности Украины, верность военной присяге[2][3][4].
- Медаль «Защитнику Отчизны» (21 мая 2024, посмертно) — за личное мужество и самоотверженные действия, проявленные в защите государственного суверенитета и территориальной целостности Украины, верность военной присяге.

## Память
- 1 ноября 2023 года на фасаде Львовского научного лицея № 1 имени Богдана-Игоря Антоныча, где учился Тарас Чайка, был открыт мурал с его портретом. Это произведение искусства служит напоминанием о его героизме и самоотверженности[5].
- 12 мая 2023 года в парке «Железная Вода» во Львове было посажено дерево в честь Тараса Чайки. Эта акция символизирует вечную память о его подвиге и жертве[6].
- В феврале 2024 года в городе Рожище Волынской области улица Привокзальная была переименована в честь Тараса Чайки. Это решение было принято депутатами городского совета по инициативе матери Героя, Аллы Чайки[7].
- В Рожище установлена памятная доска в честь Тараса Чайки, увековечивая его подвиг и служение Украине[8].